# 浚儀公主
浚仪公主（?—?），名刘仲，东汉第二任皇帝明帝刘庄的女儿。她是刘庄的第七女，永平十七年（74年），汉明帝刘庄册封她为浚仪公主，刘仲嫁给軮侯黄门侍郎王度。